# Aeropuerto de Hay River
El Aeropuerto de Hay River (del inglés: Hay River Airport) (IATA: YHY, OACI: CYHY) está ubicado a 1.5 MN al norte de Hay River, Territorios del Noroeste, Canadá. De mayo a septiembre se pueden observar grullas canadienses haciendo nido cerca a este aeropuerto.

## Aerolíneas y destinos
- Canadian North
  - Edmonton / Aeropuerto Internacional de Edmonton
  - Yellowknife / Aeropuerto de Yellowknife
- First Air
  - Yellowknife / Aeropuerto de Yellowknife